# Vårfladbælg
Vårfladbælg (Lathyrus vernus), ofte skrevet vår-fladbælg, er en 20-40 cm høj, opret urt, der vokser i løvskove. Planten har samliv med kvælstofsamlende bakterier, som den huser i knolde på rødderne. Den anvendes i haver.

## Beskrivelse
Vårfladbælg er en flerårig urt med en opret og tæt, busket vækst. Stænglerne er ugrenede og furede, og de bærer spredte, uligefinnede blade. Småbladene er ægformde og helrandede med en tornagtig spids. Over- og undersiderne er hårløse og græsgrønne. Bladenes fodflige er lancetformede eller smalt ovale med hel rand.
Blomstringen sker i april-maj, hvor man finder blomsterne siddende 5-7 sammen i endestillede klaser. Den enkelte blomst er uregelmæssig (men formet som en typisk ærteblomst) og rød-violet. Frugterne er flade bælge.
Rodnettet består hos den unge plante af en kraftig pælerod med grove siderødder. Senere udvikler planten et netværk af jordstængler, som bærer grove trævlerødder. Planten har samliv med kvælstofsamlende bakterier, som den huser i knolde på rødderne.
Højde x bredde og årlig tilvækst: 0,35 x 0,50 m (35 x 5 cm/år).

## Voksested
Vårfladbælg er udbredt i Kaukasus, Lilleasien og det meste af Europa. Den findes spredt på Øerne og i Østjylland og regnes for sjælden eller meget sjælden i resten af Danmark. Arten er knyttet til lyse skove med varm, tør og kalkrig bund.
Hadýbakkerne er et naturområde nordøst for Brno, som ligger i 423 m højde. Undergrunden består af kalsten, der er omdannet til karst. Her mødes plantesamfundene fra de hercyniske, karpatiske og pannoniske økoregioner, hvad der giver en forhøjet biodiversitet, og her findes arten sammen med bl.a.
alm. bingelurt, alm. hvidtjørn, liguster, bakkestilkaks, bjergstenfrø, Centaurea triumfettii (en knopurt-art), Dactylis polygama (en hundegræs-art), duneg, hvid diktam, håret alant, håret viol, kirsebærkornel, opret galtetand, stinkende storkenæb, tarmvridrøn, æblerose og ædelkortlæbe.

## Anvendelse
Vårfladbælg bruges som haveplante, bl.a. som bunddækkeplante under havens buske. Den trives fint sammen med velkendte skovbundsplanter som alm. engelsød, alm. guldstjerne, hvid anemone, liljekonval, martsviol, skovmærke og skovstar.

## Galleri
- Lathyrus vernus 'Alboroseus'
- Lathyrus vernus

| Portal | Portal:Botanik |

## Note
1. ↑  www.steflsoftware.cz: Land Trust Hády (engelsk)